# Donja Kupinovica
Donja Kupinovica je naselje u gradu Leskovcu, Jablanički upravni okrug, Srbija. Prema popisu iz 2022. godine u Donjoj Kupinovici je živjelo 33 stanovnika.